# Hamilton City
Hamilton City é uma Região censo-designada localizada no estado americano da Califórnia, no Condado de Glenn.

## Geografia
De acordo com o United States Census Bureau tem uma área de 0,8 km², dos quais 0,8 km² cobertos por terra e 0,0 km² cobertos por água. Hamilton City localiza-se a aproximadamente 46 m acima do nível do mar.

### Localidades na vizinhança
O diagrama seguinte representa as localidades num raio de 32 km ao redor de Hamilton City.

## Demografia
Segundo o censo americano de 2000, a sua população era de 1903 habitantes.

## Marco histórico
Hamilton City possui apenas uma entrada no Registro Nacional de Lugares Históricos, a Ponte Gianella.